# Habarcq
Habarcq és un municipi francès situat al departament del Pas de Calais i a la regió dels Alts de França. L'any 2007 tenia 668 habitants.

## Demografia

### Població
El 2007 la població de fet de Habarcq era de 668 persones. Hi havia 243 famílies de les quals 36 eren unipersonals (16 homes vivint sols i 20 dones vivint soles), 72 parelles sense fills, 123 parelles amb fills i 12 famílies monoparentals amb fills.
La població ha evolucionat segons el següent gràfic:
Habitants censats

### Habitatges
El 2007 hi havia 257 habitatges, 243 eren l'habitatge principal de la família, 1 era una segona residència i 14 estaven desocupats. 256 eren cases i 1 era un apartament. Dels 243 habitatges principals, 217 estaven ocupats pels seus propietaris, 22 estaven llogats i ocupats pels llogaters i 4 estaven cedits a títol gratuït; 5 tenien dues cambres, 12 en tenien tres, 43 en tenien quatre i 183 en tenien cinc o més. 225 habitatges disposaven pel capbaix d'una plaça de pàrquing. A 87 habitatges hi havia un automòbil i a 141 n'hi havia dos o més.

### Piràmide de població
La piràmide de població per edats i sexe el 2009 era:
| Homes | Edats   | Dones |
| ----- | ------- | ----- |
| 0     | 95 o +  | 0     |
| 0     | 90 a 94 | 0     |
| 4     | 85 a 89 | 4     |
| 0     | 80 a 84 | 4     |
| 8     | 75 a 79 | 8     |
| 12    | 70 a 74 | 8     |
| 16    | 65 a 69 | 16    |
| 8     | 60 a 64 | 8     |
| 8     | 55 a 59 | 12    |
| 0     | 50 a 54 | 12    |
| 28    | 45 a 49 | 24    |
| 32    | 40 a 44 | 36    |
| 32    | 35 a 39 | 8     |
| 20    | 30 a 34 | 36    |
| 8     | 25 a 29 | 12    |
| 40    | 20 a 24 | 12    |
| 16    | 15 a 19 | 36    |
| 32    | 10 a 14 | 24    |
| 28    | 5 a 9   | 4     |
| 8     | 0 a 4   | 32    |

## Economia
El 2007 la població en edat de treballar era de 455 persones, 355 eren actives i 100 eren inactives. De les 355 persones actives 336 estaven ocupades (186 homes i 150 dones) i 19 estaven aturades (6 homes i 13 dones). De les 100 persones inactives 40 estaven jubilades, 38 estaven estudiant i 22 estaven classificades com a «altres inactius».

### Ingressos
El 2009 a Habarcq hi havia 244 unitats fiscals que integraven 688 persones, la mediana anual d'ingressos fiscals per persona era de 20.826 €.

### Activitats econòmiques
Dels 35 establiments que hi havia el 2007, 1 era d'una empresa alimentària, 2 d'empreses de fabricació d'altres productes industrials, 12 d'empreses de construcció, 4 d'empreses de comerç i reparació d'automòbils, 2 d'empreses d'hostatgeria i restauració, 1 d'una empresa immobiliària, 4 d'empreses de serveis, 6 d'entitats de l'administració pública i 3 d'empreses classificades com a «altres activitats de serveis».
Dels 15 establiments de servei als particulars que hi havia el 2009, 3 eren tallers de reparació d'automòbils i de material agrícola, 2 paletes, 1 fusteria, 6 lampisteries, 2 electricistes i 1 perruqueria.
L'any 2000 a Habarcq hi havia 6 explotacions agrícoles.

## Equipaments sanitaris i escolars
El 2009 hi havia una escola elemental integrada dins d'un grup escolar amb les comunes properes formant una escola dispersa.

## Poblacions més properes
El següent diagrama mostra les poblacions més properes.